# Класичні телесеріали
Класичні серіали (англ. tv-series), або просто телесеріали. Дуже популярний і один з найрозповсюдженіших видів серіалів. Характеризується тим, що знімається по вже чітко написаному сценарію з відомою кінцівкою. В період зйомок сценарій інколи все ж може переписуватись, але переважно це робиться до початку зйомок. Класичні серіали знімаються блоками, або як їх ще називають — сезонами. В одному сезоні приблизно від 20 до 26 серій. Найчастіше зустрічається формат, де є 22 серії. У сезонах кінцівка має переважно невизначений характер — невідомо, що буде далі. Це має викликати зацікавлення у глядача. У серіалі, в залежності від його рейтингу і популярності, може бути до 20 сезонів, а інколи і більше («Доктор Хто»). Отож тривалість сучасних телесеріалів приблизно 12-400 серій. Якщо серій менше 10-12, тоді це багатосерійний фільм. Телесеріали в США показують переважно 1-2 рази на тиждень, найчастіше по вихідних, тому сезон триває приблизно три місяці. В Україні та ще деяких країнах такі серіали найчастіше показують п'ять разів на тиждень по буднях, тому сезон триває один місяць, доки знімається наступний сезон по телебаченню транслюються попередні серії. Ці серіали популярні практично в усіх куточках світу.

## Історія жанру
Якщо не рахувати «німі» серіали, перші серіали зі звуком появились в 1929 році в США — це «Ас із Скотланд-Ярду», «Король Конго», «Тарзан-тигр», «Чорна книга». За жанром це детективи і пригоди адже цільовою аудиторію спершу були діти і підлітки. Але їх не можна вважати повноцінними класичними серіалами, адже тривалість їх 10 серій і тільки «Тарзан-тигр» має 15 серій. Крім того збереглись тільки два останніх вищезгаданих серіали. Першим повноцінним серіалом вважають «Самотнього рейнджера» (1949–1957). З роками жанр серіалів став різноманітнішим, зараз сучасний серіал нараховує значну кількість жанрів:
«драма» — серіал з драматичним сюжетом, з драматичними життєвими перипетіями («Частини тіла» 2003-наш час);
«мелодрама» — серіал з мелодраматичним сюжетом, де переплітаються суперечливі почуття наприклад любов і ненависть («Приватна практика», 2007-наш час; «Відчайдушні домогосподарки», 2004-наш час);
«детектив» — основа сюжету розслідування злочину («Декстер», 2006-наш час, «Доктор Хаус», 2008-наш час);
«триллер» — викликає почуття напруження хвилювання («Закон і порядок»);
«фантастика» — в свою чергу ділиться на такі піджанри як: фентезі, неоготика, містика, жахи не рідко об'єднуються між собою («Надприродне» 2006-наш час, «Всі жінки відьми» 1998–2006, «Баффі — переможниця вампірів», 1997–2003);
«комедія» — мета серіалів розсмішити глядача («Друзі», 1994–2003, «Джої», 2004–2005);
«музичний» — головним героєм є поп (рок)-виконавець (найчастіше справжній), («Ханна Монтана», 2006–2010)
«медичний» — події розгортаються в основному в лікарнях, а головними героями є лікарі, але може включати в себе й інші жанрові елементи. «Доктор Хаус», «Анатомія Грей».
Ще виділяють такі серіали, як історичні («Рим» 2006–2007, «Спартак: Кров і пісок» 2010),бойовики («Втеча з в'язниці», 2005–2008), пригодницькі («Амазонка Пітера Бенчлі», 1999).

## Найвідоміші класичні серіали в Україні
«Баффі — переможниця вампірів»
«Беверлі Хіллз, 90210»
«Друзі (Friends)»
«Зоряний шлях (Star Trek)»
«Загублені (Lost)»
«Джої (Joey)»
«Секретні матеріали (X-Files)»
«Доктор Хаус (House, M.D.)»
«Надприродне (Supernatural)»
«Збреши мені (Lie to Me)»
«Кістки» (англ. Bones)